# Esoteric/Diskografie
Diese Diskografie ist eine Übersicht über die musikalischen Werke der englischen Funeral-Doom-Band Esoteric. Sie veröffentlichte bisher sechs Studioalben, ein Demo und eine EP.

## Studioalben
- 1995: Epistemological Despondency (2 CD, Aesthetic Death Records; 2011: 2 LP, Aesthetic Death Records; 2023: 2 CD, Aesthetic Death Records)
- 1997: The Pernicious Enigma (2 CD, Aesthetic Death Records; 2004: 2 CD, Aesthetic Death Records; 2016: 3 LP, Aesthetic Death Records, 2018: 2CD-Remastered, Aesthetic Death Records)
- 2004: Subconscious Dissolution into the Continuum (CD, Season of Mist; 2012: 2 LP, Aesthetic Death Records)
- 2008: The Maniacal Vale (2 CD, Season of Mist; 2014: 3 LP, Aesthetic Death Records)
- 2011: Paragon of Dissonance (2 CD, Season of Mist; 2012: 2 LP, Svart Records)
- 2019: A Pyrrhic Existence (2 CD/3 LP, Season of Mist)

## EPs
- 1999: Metamorphogenesis (CD, Eibon Records; 2003: CD Eibon Records; 2020: LP Aesthetic Death Records/Eibon Records)

## Demos
- 1993: Esoteric Emotions – The Death of Ignorance (Musikkassette, Selbstverlag; 2020: CD-R, Selbstverlag; 2017: CD, Aesthetic Death Records)